# 안드레스 살라사르
안드레스 살라사르(스페인어: Andrés Salazar Osorio, 2003년 1월 15일~)는 콜롬비아의 축구 선수로, 아틀레티코 나시오날와 콜롬비아 대표팀에서 수비수로 활동하고 있다.

## 국가대표팀 경력
U-20세 콜롬비아 대표팀 출신이며, 2023년 6월 16일에 이라크와의 경기에서 A대표팀 데뷔를 했다.